# Paul Chaland
Pour les articles homonymes, voir Chaland.
Paul Chaland est un journaliste et écrivain français né le 18 décembre 1929 dans le 3e arrondissement de Lyon (France) et mort le 27 juillet 2016 à Toulouse (France). Également collectionneur de crèches, il en a constitué un fonds important qu'il a exposé à intervalles réguliers.

## Biographie

### Journalisme
Journaliste pendant 27 ans, Paul Chaland est l’un des derniers survivants de la première équipe de Paris Match  où il a débuté comme pigiste et dont il deviendra rédacteur en chef avant de devenir directeur de Marie-Claire et directeur-fondateur de la Maison de Marie-Claire.

### La passion des crèches
Entre 1977 et 1979, après avoir quitté le groupe Prouvost, il rencontre à Milan un chef-d’œuvre en péril et son créateur : une crèche mécanique géante réalisée en 16 ans par Primo Filippucci et devenue pendant 33 ans la crèche de Milan devant le Duomo. C’est le coup de foudre. Il l’achète pour la sauver.
Il a ainsi « produit » 10 crèches mécaniques géantes qui sont de véritables théâtres avec des auteurs connus (Michel Tournier, Yvan Audouard, Christian Bobin, Vincenzo Consolo…) et des voix prestigieuses (Claudia Cardinale, Marcello Mastroianni, Laurent Terzieff, Jean-Pierre Coffe). Ses crèches ont été utilisées pour les grands Noëls de Paris, place de l’Hôtel de ville.
Dans le même temps, il a réuni une impressionnante collection de 600 crèches provenant de 70 pays, collection, qu’avec son équipe, il a mis en scène dans des écrins lumineux.

## Œuvres
- L'Aérocrobe, 1956
- L'avion fou, 1957
- La Veuve de Modane, 1958
- Quand Virginie pleurait, 1959
- Le Chat-Ours, 1966
- Sapin-souvenir (recueil de nouvelles, chez Robert LaffonT  (ISBN 2221004213)), et Maman-Veuve (roman), 1979[3]

## Traductions
- "Fantozzi avec et contre tous" 1981 texte italien de Paolo Villaggio.
- "Petite Belle. Les souvenirs intimes de Belle Poitrine grande star de la scène et de l'écran" 1963 texte américain de Patrick Dennis